# Welttag der Kranken
Der Welttag der Kranken wurde 1993 anlässlich des Gedenkens an alle von Krankheiten heimgesuchten und gezeichneten Menschen von Papst Johannes Paul II. eingeführt. Er wird jährlich am 11. Februar, dem Gedenktag Unserer Lieben Frau in Lourdes begangen. Neben einem Gottesdienst im Petersdom finden jeweils zentrale Veranstaltungen in einem anderen Land statt. Im Jahr 2013 war der zentrale Veranstaltungsort das Marienwallfahrtsort Altötting.

## Schweiz
In der Schweiz findet der Tag der Kranken seit 1939 jeweils am ersten Sonntag im März statt. Jährlich spricht an diesem Tag der Bundespräsident oder die Bundespräsidentin der Schweiz zur Bevölkerung. Organisiert wird der Tag der Kranken vom gleichnamigen Verein. Mitglieder des Vereins sind sowohl Patientenorganisationen als auch Gesundheitsligen, Branchen- und Fachverbände, die Schweizerische Konferenz der kantonalen Gesundheitsdirektorinnen und -direktoren (GDK) sowie andere im Gesundheitswesen tätige Vereinigungen und Verbände. Der «Tag der Kranken» sensibilisiert die Schweizer Bevölkerung einmal pro Jahr zu einem besonderen Thema aus dem Bereich Gesundheit und Krankheit. Er will dazu beitragen, Beziehungen zwischen Kranken und Gesunden zu fördern, Verständnis für die Bedürfnisse der Kranken zu schaffen und an die Pflichten der Gesunden gegenüber kranken Menschen zu erinnern. Zudem setzt er sich für die Anerkennung der Tätigkeiten all jener ein, die sich beruflich und privat für Patientinnen und Patienten sowie für Kranke engagieren.